# PetroChina

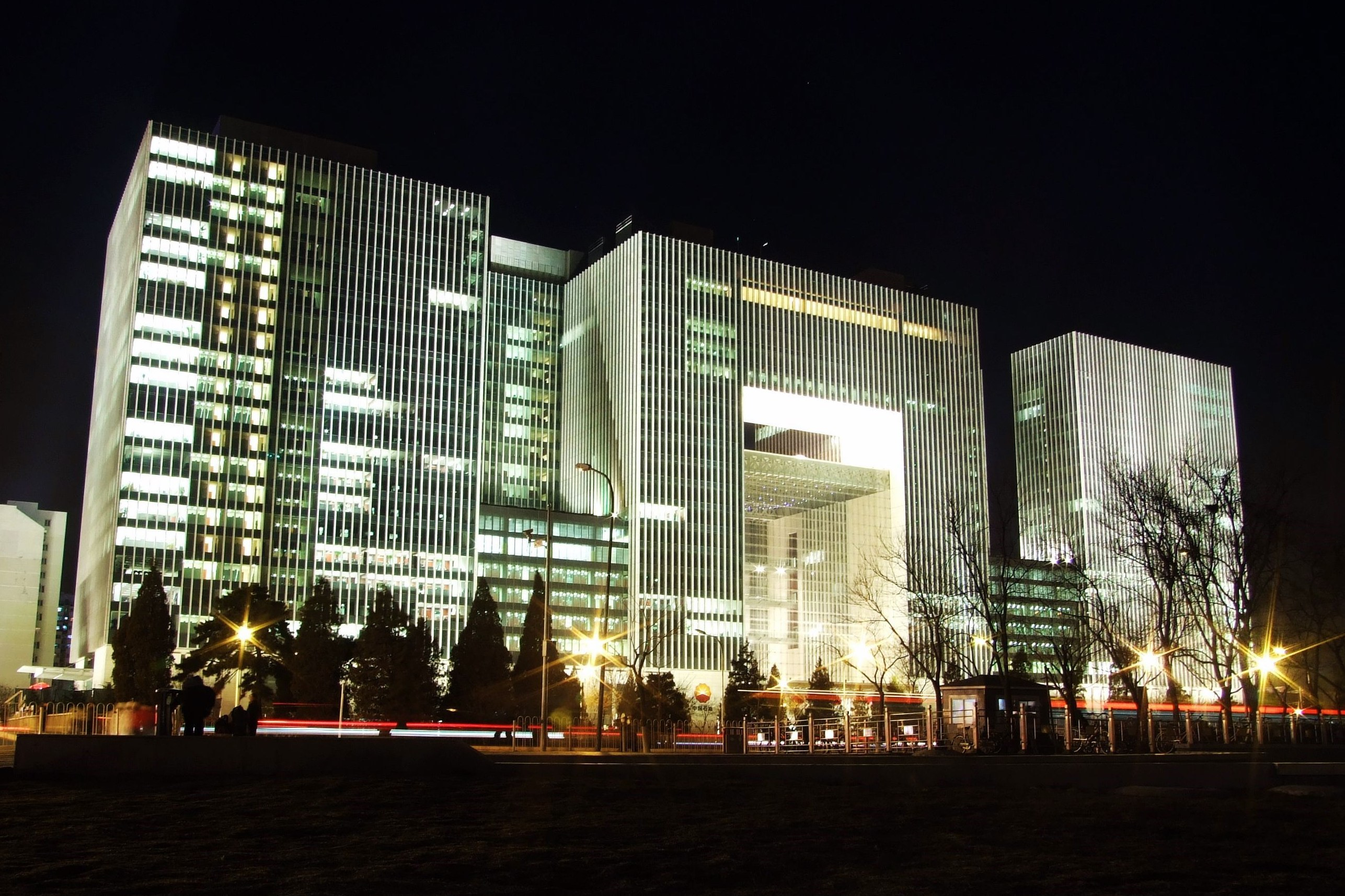
Le siège de l'entreprise à Pékin

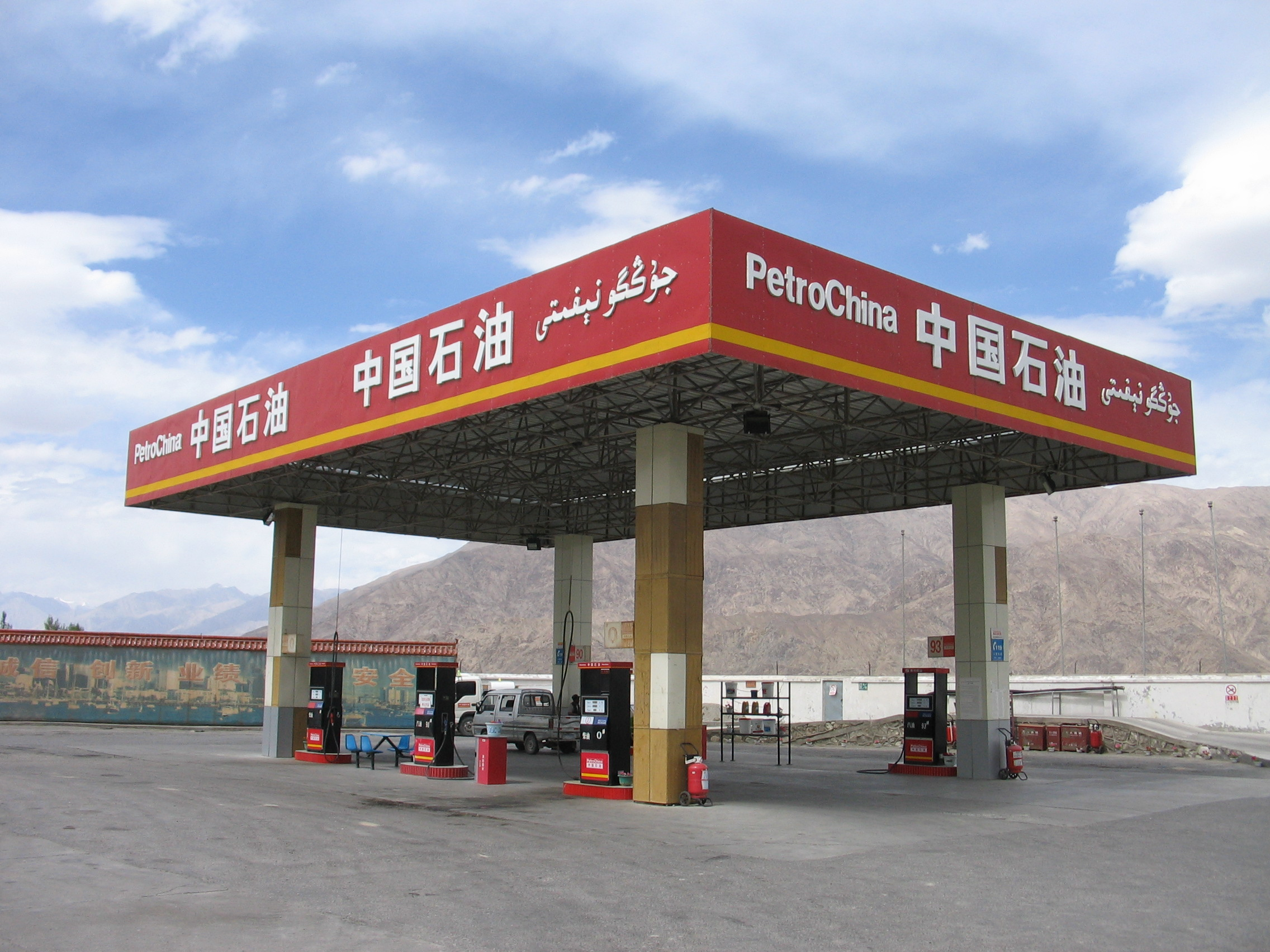
Une station d'essence dans la région du Xianjiang

PetroChina Company Ltd (chinois simplifié : 中国石油天然气股份有限公司 ; chinois traditionnel : 中國石油天然氣股份有限公司 ; pinyin : Zhōngguó shíyóu tiānránqì gǔfèn yǒuxiàngōngsī) (HKSE : 0857, SSE : 601857, NYSE : PTR) est la partie cotée de la China National Petroleum Corporation, le plus gros groupe pétrolier de Chine. Coté aux Bourses de New York, de Shangaï et de Hong Kong, le groupe est l'une des plus grosses sociétés mondiales.

## Historique
PetroChina a été créée en tant que société par actions avec des responsabilités limitées en vertu du droit des sociétés de la République populaire de Chine le 5 novembre 1999, après la restauration de China National Petroleum Corporation (CNPC). Avec la restructuration, CNPC a injecté dans PetroChina la plupart de l'actif et du passif de CNPC : exploration & production, raffinage & vente, produits chimiques & gaz naturel. PetroChina est l’entreprise la plus rentable en Asie avec un résultat net de 16,6 milliards de dollars en 2005.
En novembre 2007, c'est l'introduction en Bourse de Shanghai de 2,2 % du capital de Petrochina. Le cours flambe de 163 % en un jour, lui donnant momentanément une capitalisation boursière de 1004 milliards de dollars, supérieur à celle du leader mondial du pétrole, l'américain ExxonMobil, soit la plus forte valorisation boursière de l'histoire.
En août 2009, PetroChina a versé 2 milliards CAD pour acquérir 60 % des projets MacKay River et Dover, destinés à exploiter les sables bitumineux de l'Athabasca en Alberta, Canada.
En juillet 2020, PetroChina annonce la scission de ses activités dans les pipelines, les gazoducs et le stockage d'hydrocarbures, pour créer une nouvelle entreprise nommée PipeChina, dans une transaction d'un montant de 38,36 milliards de dollars. À la suite de cette opération, PetroChina possèdera une participation de 30 % dans PipeChina.

## Actionnariat et capitalisation
À la suite de son introduction à la Bourse de Shanghaï en novembre 2007, PetroChina possède la plus grosse capitalisation boursière mondiale, devant le géant américain ExxonMobil. La capitalisation de PetroChina atteint les 1000 milliards de dollars à la Bourse de Shanghai, celle d'ExxonMobil les 500 milliards. La capitalisation de Petrochina sur les bourses de Hong Kong et de New York est de 412 milliards $, le différentiel s'expliquant par l'absence de liberté de mouvement des capitaux.
La société dispose de nombreux atouts sur le marché pétrolier mondial : elle profite d'une part du duopole organisé par l'état sur le marché pétrolier chinois avec Sinopec. D'autre part, ses réserves prouvées sont de 20,53 milliards de barils, quasiment autant qu'ExxonMobil avec 22,92 milliards. En outre, ces chiffres sont en hausse de 19 % sur les cinq dernières années pour Petrochina contre 6 % pour ExxonMobil. Les bénéfices avant impôt de Petrochina s'élevaient cependant à 25 milliards $ en 2006 contre 67,4 pour ExxonMobil. Cette situation fait dire au Financial Times que « PetroChina a le droit de regarder ExxonMobil en face ».
La valorisation à la bourse de Shanghai a été jugée très élevée par certains analystes, la société n'étant en effet pas dans les 50 plus grosses entreprises mondiales quant au chiffre d'affaires. Plusieurs analystes ont pointé les déséquilibres du marché boursier chinois qui explique en partie la très forte valorisation de PetroChina : « Le système actuel, assez fermé, laisse peu de choix aux épargnants et cela a contribué à assurer la hausse des actions même avec de nombreux fondamentaux bien à la traîne » selon Mark Williams de Capital Economics.
L'actionnariat de la société est constitué très majoritairement par l'État chinois qui détient plus de 86 % du capital via la maison mère de PetroChina. Les actions introduites en Bourse à Shanghai représentent à peine plus de 2 % du capital. Un temps actionnaire important, Warren Buffett est sorti du capital en octobre 2007. Les 11,5 % restants du capital sont cotés pour partie à Hong Kong, pour partie à New-York, avec le mécanisme de l'American Depository Receipt.
En août 2022, PetroChina annonce son retrait volontaire de la bourse de New-York. PetroChina avance comme cause à ce retrait, le coût des obligations en matière d'audit comptable. En effet, une loi américaine de 2020 soumet les sociétés cotées à la publication de résultats certifiés par un cabinet d'audit agréé.

## Données financières
En 2009, le chiffre d'affaires de PetroChina était de 157,22 milliards de dollars pour 16,80 milliards de dollars de bénéfice.